# Karl Friedrich Fuchs
Pour les articles homonymes, voir Fuchs.
Karl Friedrich Fuchs (en russe : Карл Фёдорович Фукс) , né le 18 (6) septembre 1776 à Herborn dans la principauté d'Orange-Nassau et mort le 24 (12) avril 1846 à Kazan (Empire russe), est un botaniste, ethnographe, historien, archéologue, professeur de médecine et numismate allemand qui devint sujet de l'Empire russe. Il fut professeur (à partir de 1805), puis recteur de l'université de Kazan de 1823 à 1827. C'est le fondateur du jardin botanique de Kazan.

## Biographie

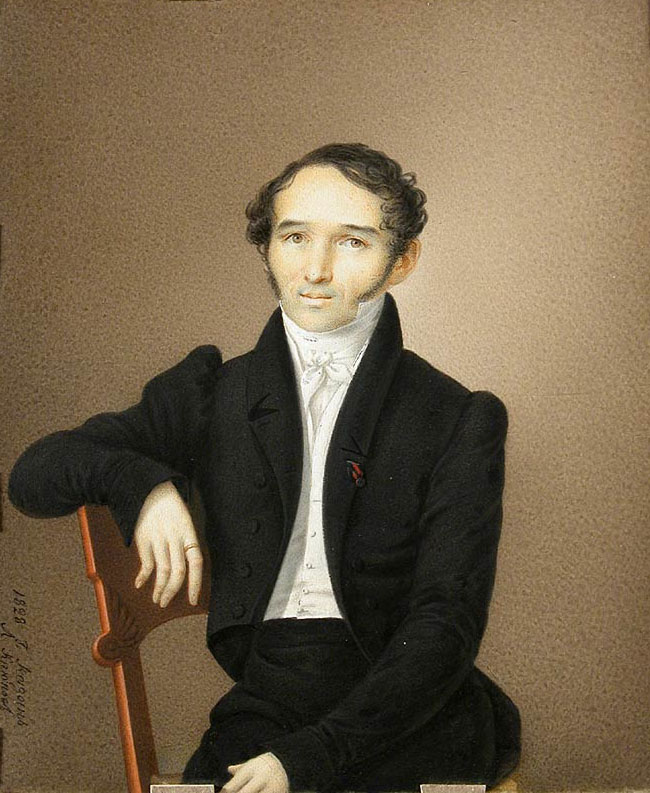
Portrait de Fuchs en 1828 par Lev Krioukov

Fuchs reçoit sa première éducation à domicile, puis entre en 1793 à l'académie de Nassau (ou école supérieure d'Herborn, Academia Nassauensis), où son père, Johann Friedrich, est professeur de théologie et recteur. Il continue ensuite ses études de médecine pendant deux ans à l'université de Göttingen. Il devient docteur en médecine de l'université de Marbourg en 1798. Sa thèse porte sur Andrea Cesalpino, philosophe de la nature de l'époque de la Renaissance. Fuchs exerce ensuite la médecine pendant deux ans dans son pays natal, puis s'installe à Saint-Pétersbourg en 1800, où il devient médecin-colonel. C'est en 1801 qu'il commence à voyager à l'est de la Russie européenne dans le but de recherches botaniques. Fuchs commence à maîtriser la langue russe et outre l'allemand, parle couramment le français et l'italien, avec des notions en anglais. Il fait la connaissance du recteur de l'université de Kazan, Nikolaï Boulitch, qui le soutient dans ses recherches.
Fuchs retourne à Saint-Pétersbourg à l'automne 1805, puis il est nommé, sur la recommandation de Mikhaïl Mouraviov (1757-1807) ministre de l'instruction, professeur à l'université de Kazan qui vient d'être fondée. Il devient professeur d'histoire des sciences naturelles et de botanique en décembre 1806. Les leçons de l'université au début se font en allemand, en français et en latin, car la plupart des professeurs sont d'origine étrangère, puis ceux-ci apprenant peu à peu le russe, celle-ci devient langue d'enseignement. Fuchs donne d'abord son enseignement en français, puis avec l'appui de la traduction en russe du Manuel d'histoire naturelle de Johann Friedrich Blumenbach (de l'université de Göttingen). Il accompagne souvent ses étudiants dans des excursions alentour pour collecter des plantes et des insectes.

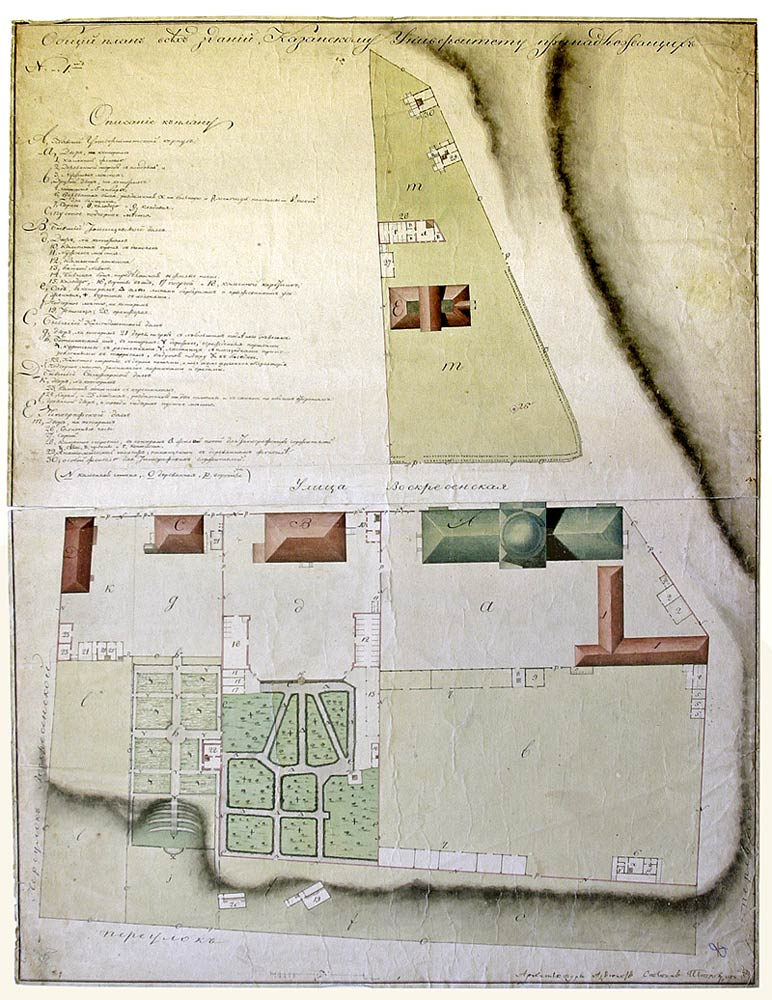
Plan de l'université de Kazan avec son premier jardin botanique (vers 1820)

C'est à cette époque que Fuchs fonde le jardin botanique de l'université de Kazan. Il ouvre également une consultation de médecine en 1820 qui s'appuie en grande partie sur les soins par les plantes. Après la mort du premier recteur élu de l'université, Johann Braun, professeur de médecine, Fuchs reçoit la chaire de pathologie, thérapie et clinique en 1819. L'année suivante, il donne des cours d'anatomie, de physiologie et de médecine légale. Il est nommé doyen de la faculté de médecine de 1820 à 1824 et devient recteur de l'université de 1823 au 25 août 1827, date à laquelle son ancien élève Lobatchevski lui succède.

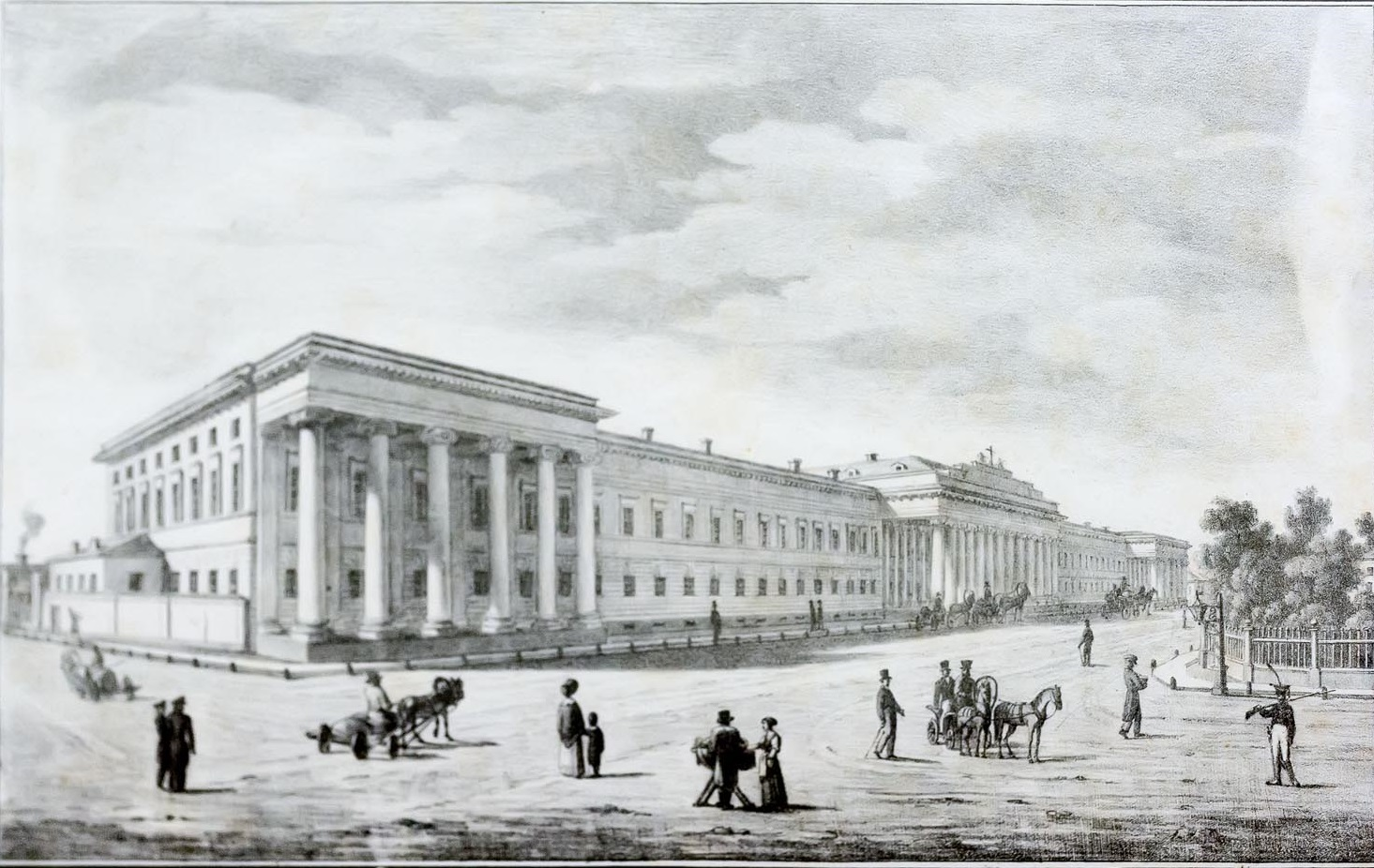
L'université de Kazan en 1832

L'université de Kazan est reconstruite dans de nouveaux locaux, fonctionnels et vastes de style classique, à partir de 1824-1825. Un terrain est acquis par l'université en 1829 au bord du lac de Kaban pour que Fuchs y installe le nouveau jardin botanique qui existe toujours aujourd'hui sur une étendue de sept hectares.

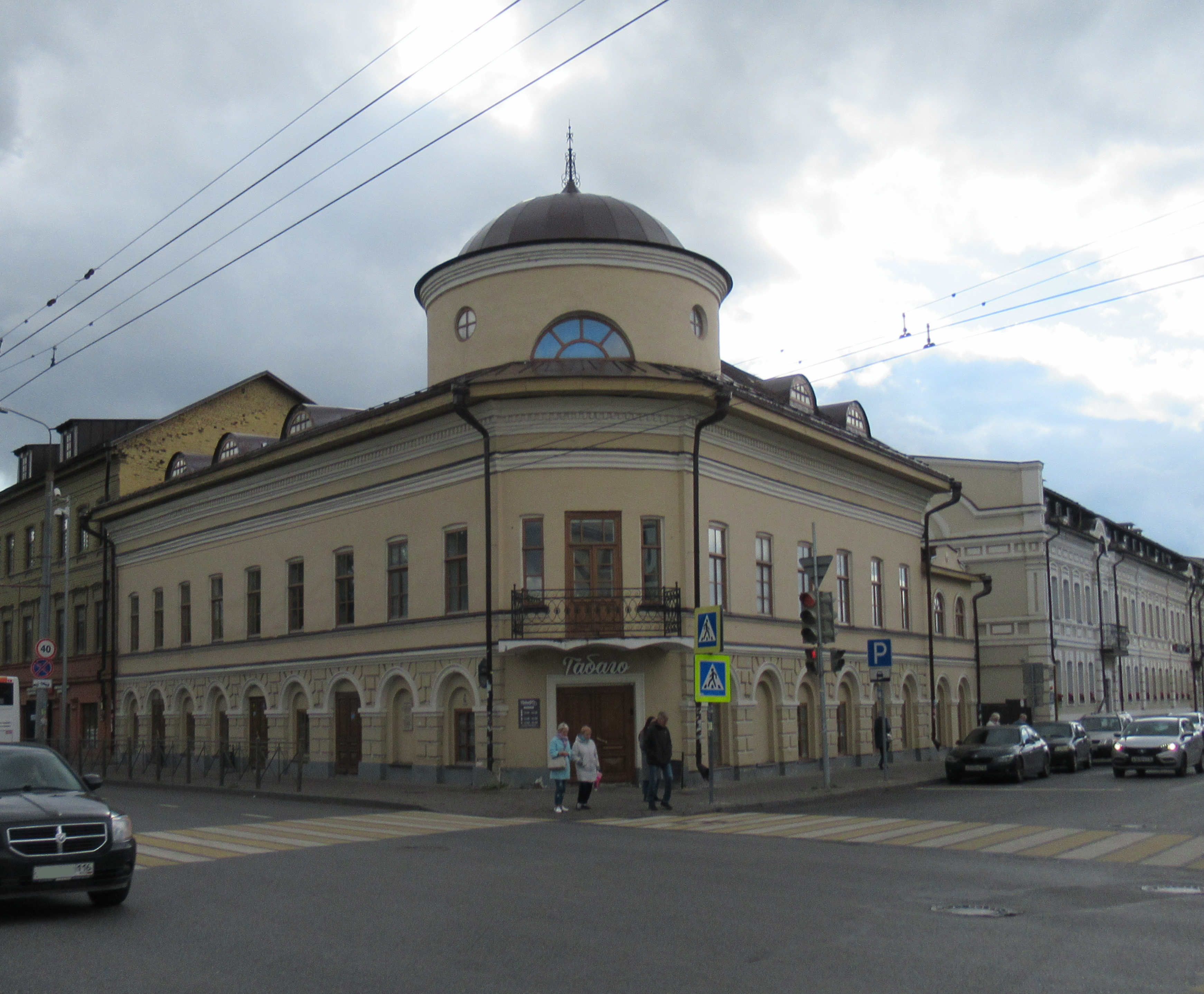
Maison Fuchs.

Karl Friedrich Fuchs prend sa retraite en 1833 à l'âge de cinquante-six ans.
Son ouvrage Les Tatars de Kazan du point de vue statistique et ethnographique, publié en 1844 était considéré comme la meilleure description générale des musulmans de la Volga écrite à l'époque tsariste.
Il meurt en 1846, après une première attaque d'apoplexie en 1842. Il est enterré dans le carré luthérien du cimetière Arskoïe de Kazan. Pour le cinquantenaire de sa mort, un monument en sa mémoire y est érigé. Une sculpture a été érigée en 1996 au square Fuchs au bord de la Kazanka, en son honneur. Sa maison est un monument protégé depuis 1997. Une plaque y a été apposée en russe et en allemand, ainsi qu'en langue tatare:
«Бу йортта 1812—1846 елларда Казан шэhэренен мактаулы кешесе, Казан университетынын атказанган профессоры КАРЛ ФУКС яшэде hэм ижат итте»
«В этом доме в 1812—1846 гг. жил заслуженный профессор Казанского университета, почетный гражданин Казани КАРЛ ФУКС»
«Hier lebte und wirkte von 1812—1846 KARL FUCHS Verdienter Professor der Kasaner Universitat Ehrenburger der Stadt Kasan»

## Société intellectuelle

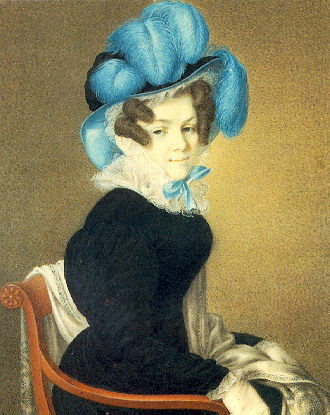
Portrait de l'épouse de Fuchs en 1828 par Krioukov

Fuchs épouse à l'âge de quarante-quatre ans une jeune femme de l'aristocratie locale, Alexandra Andreïevna Apekhtina, poétesse et auteur d'études ethnographiques. Elle tient un salon littéraire pendant un quart de siècle à Kazan, où se retrouvent Baratynski, Kireïevski, Yazykov, ou Delarue. Les amis les plus proches du ménage sont à cette époque August Gasthausen, Castrén, Humboldt. Ils connaissent également Pouchkine.

## Décorations
- Ordre de Saint-Vladimir de 4e classe (1819)
- Ordre de Sainte-Anne de 2e classe (1824)
- Ordre de Sainte-Anne avec diamants (1826)

## Source
- (ru) Cet article est partiellement ou en totalité issu de l’article de Wikipédia en russe intitulé « Фукс, Карл Фёдорович » (voir la liste des auteurs).